# Breidweiler
Breidweiler (luxembourgeois : Präiteler) est une section de la commune luxembourgeoise de Consdorf située dans le canton d'Echternach.